# Monte Thor
O Monte Thor é uma montanha no Parque Nacional Auyuittuq, na Ilha de Baffin, Nunavut, Canadá. A montanha tem a maior queda vertical da Terra, com 1250 m, e um ângulo médio de 105 graus.
Esta característica torna-o muito popular junto de escaladores, apesar de se situar em local muito remoto. O campismo é autorizado e o único sítio oficializado para tal fica à entrada do Akshayuk Valley perto de Overlord Peak.
O Monte Thor faz parte dos Montes Baffin, que por sua vez integram a cordilheira Ártica. A montanha é de granito. O nome da montanha é uma homenagem ao deus nórdico dos trovões e das batalhas.